# Iulie 2006
Acest articol este generat integral pe baza informațiilor din articolul 2006 și este actualizat periodic de un robot.
 Editările făcute în articol vor fi șterse la următoarea actualizare! Dacă doriți să faceți modificări, editați articolul-sursă.

ianuarie -
februarie -
martie -
aprilie -
mai -
iunie -
iulie -
august -
septembrie -
octombrie -
noiembrie -
decembrie
Iulie 2006 a fost a șaptea lună a anului și a început într-o zi de sâmbătă.

## Evenimente

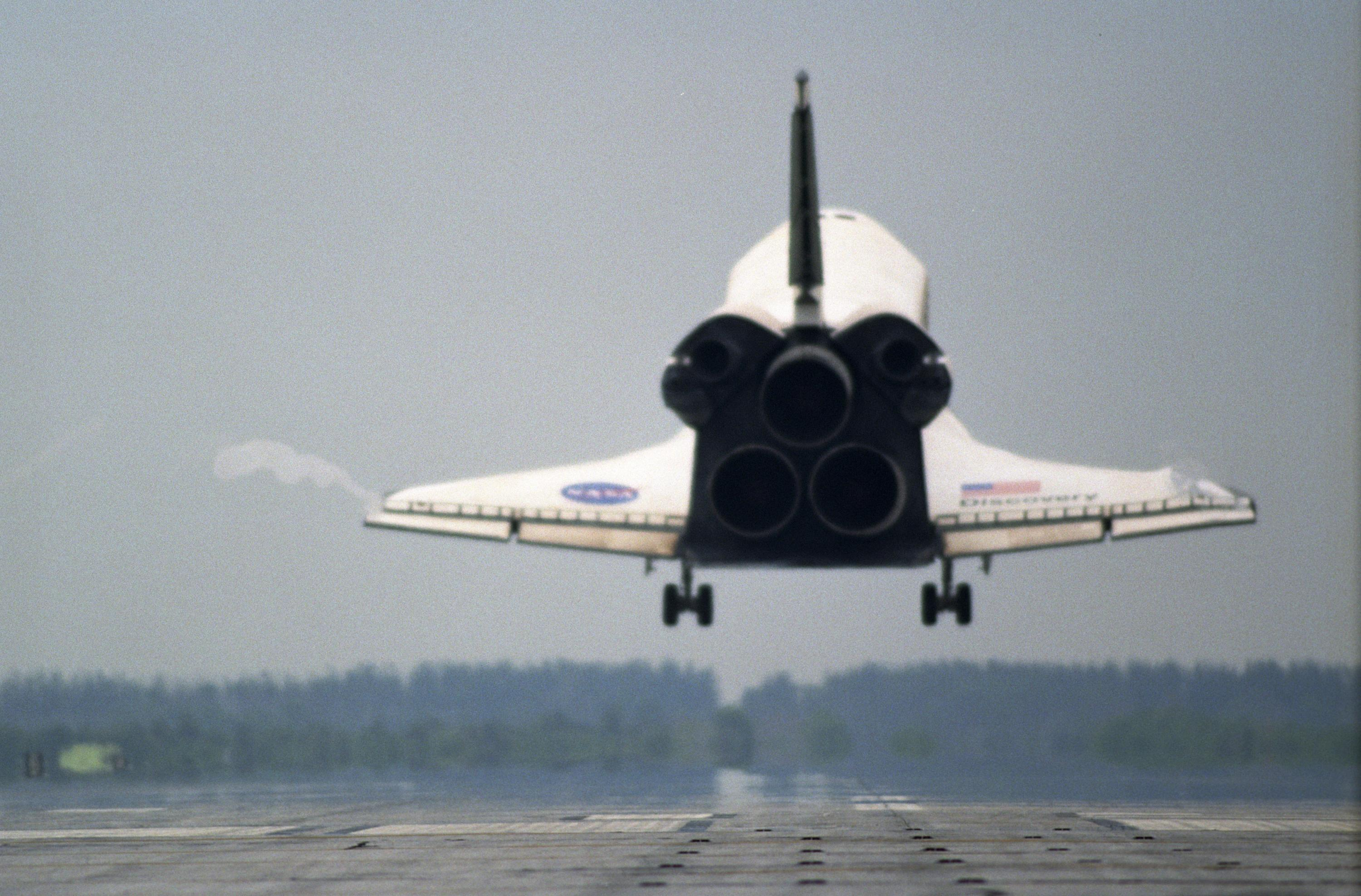
Naveta Discovery

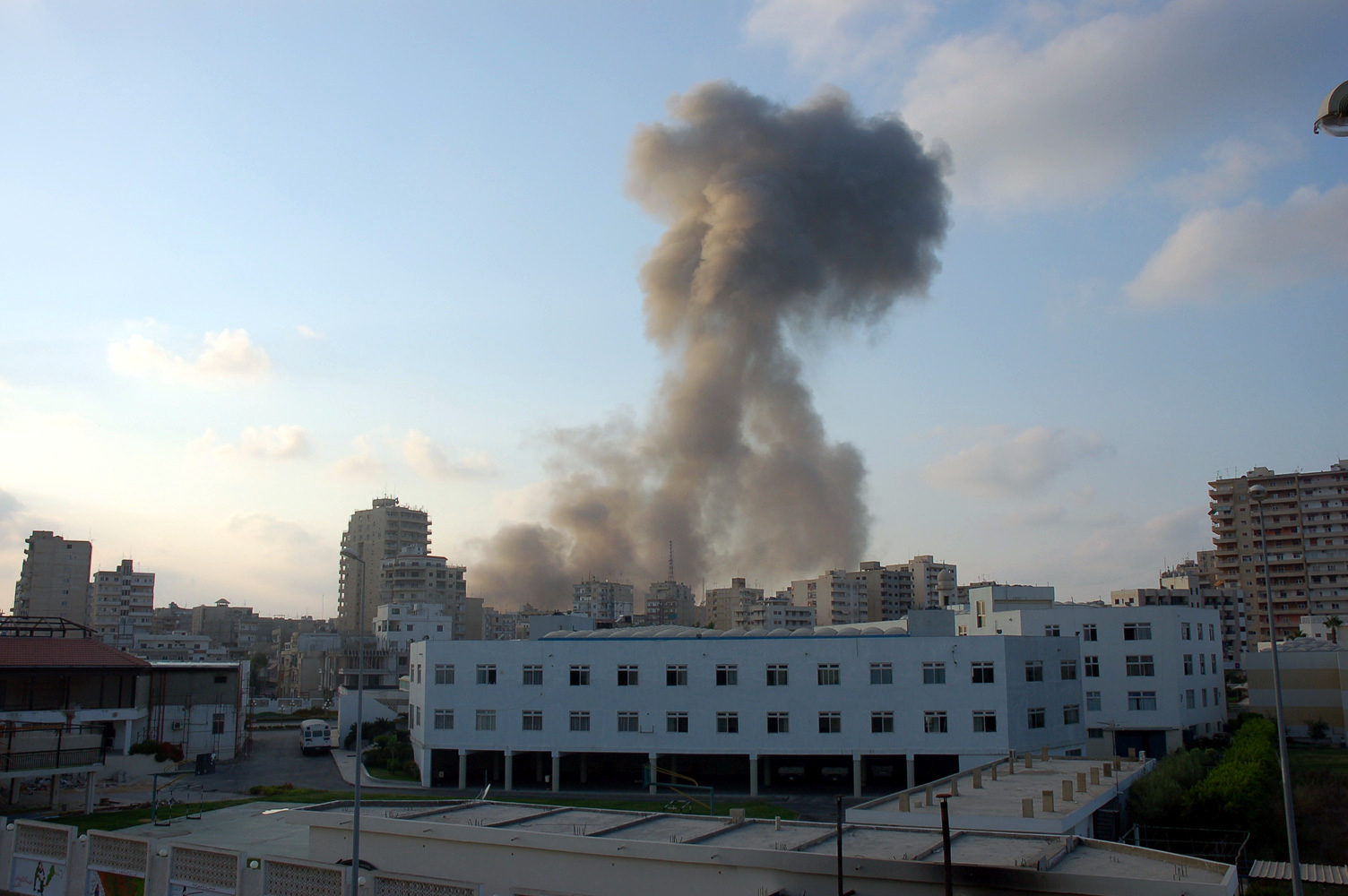
Războiul din Liban

- 4 iulie: NASA a lansat cu succes naveta Discovery.
- 9 iulie: Elvețianul Roger Federer îl învinge pe spaniolul Rafael Nadal și câștigă pentru a patra oară consecutiv finala Turneului de tenis de la Wimbledon.
- 12 iulie: Începutul crizei din Orientul Mijlociu, când Hezbollahul șiit libanez a capturat doi soldați israelieni la frontiera israeliano-libaneză.
- 31 iulie: Fidel Castro, președintele Cubei, predă temporar puterea fratelui său, Raúl, din motive de sănătate.

## Decese
- 4 iulie: Andrei Krasko, 48 ani, actor și prezentator rus (n. 1957)
- 4 iulie: Mihai Nichita, 80 ani, filolog român (n. 1925)
- 5 iulie: Gert Fridolf Fredriksson, 86 ani, caiacist suedez (n. 1919)
- 7 iulie: Syd Barrett (n. Roger Keith Barrett), 60 ani, unul din membrii fondatori ai grupului Pink Floyd, britanic (n. 1946)
- 9 iulie: Roberto Fiore (Pascualino), 69 ani, actor de teatru, film și TV argentinian (n. 1936)
- 10 iulie: Șamil Salmanovici Basaev, 41 ani, militant islamist cecen (n. 1965)
- 11 iulie: John Spencer, 70 ani, jucător britanic de snooker (n. 1935)
- 12 iulie: Hubert Leon Lampo, 85 ani, scriitor belgian (n. 1920)
- 13 iulie: Tomasz Zaliwski, 76 ani, actor polonez de teatru, film și radio (n. 1929)
- 15 iulie: István Pálfi, 39 ani, politician maghiar (n. 1966)
- 17 iulie: Mickey Spillane (n. Frank Morrison Spillane), 88 ani, scriitor american (n. 1918)
- 18 iulie: Iacov Copanschi, 76 ani, evreu basarabean, istoric și profesor sovietic (n. 1930)
- 18 iulie: Raoul Șorban, 93 ani, critic de artă, scriitor român (n. 1912)
- 19 iulie: Jack Warden, 85 ani, actor de film și de televiziune american (n. 1920)
- 20 iulie: Gérard Oury (n. Max-Gérard Houry Tannenbaum), 87 ani, regizor, scenarist francez (n. 1919)
- 21 iulie: Árpád Pál, 77 ani, astronom român (n. 1929)
- 22 iulie: Herbert Walther, 71 ani, fizician german (n. 1935)
- 27 iulie: Virgil Flonda, 57 ani, actor român (n. 1948)
- 27 iulie: Alexandru Șafran (n. Yehuda Alexander Shafran), 95 ani, rabin evreu (n. 1910)
- 28 iulie: Nigel Cox, 55 ani, scriitor neozeelandez (n. 1951)